# Ruelle Saint-Claude
La ruelle Saint-Claude est une voie piétonne située à Fontainebleau, en France. Formée entre plusieurs propriété, son nom provient d'une ancienne hôtellerie.

## Situation et accès
La voie est située dans le quartier de l'Hyper-Centre et fait partie de la zone piétonne du centre-ville de Fontainebleau. Plus largement, elle se trouve dans le département de Seine-et-Marne, en région Île-de-France.

## Histoire

### Hôtellerie de l'Image Saint-Claude
L'odonyme de la voie provient de l'Image Saint-Claude, une hôtellerie, dépendant de la maison des Bidault — une vaste propriété occupant au XVIIe siècle tout l'espace compris entre la Grande Rue et l'ancienne rue du Bouchage,. Cet établissement forme le lot d'Antoine Bidault le jeune qui loue le 12 mai 1627 à Pierre Brossard l'ainé, messager, une maison entre Jacques Courtois et Jacques Bidault, avec sortie sur la rue du Bouchage. La veuve d'Antoine Bidault, Marie Roger, reste en possession de la maison. Le 28 décembre 1649, Louis Bidault fait travailler à sa maison « près le marché au bled » ; c'est sans doute toujours la même. Une convention relative à des ouvertures dans un mur mitoyen entre Robert Guère et Philippe Bourry, marchand, prouve que ce dernier est devenu propriétaire, au moins en partie, de l'immeuble voisin du Pavillon Royal, comme l'établit un acte du 11 novembre 1665. L’hôtellerie est alors tenue par des locataires. Dans un monitoire de 1673, cette singulière procédure, où le curé était chargé de provoquer et de recevoir les témoignages, on apprend que des objets détournés de la succession d'une femme Joyneau ont été transportés chez Henry Tisserand, à l'hôtel Saint-Claude. La cuisine y était soignée et le vin bon. Plus tard, en 1698, Louise Morlon, veuve de Nicolas Dantan, dit Satin, tient l'hôtellerie. C'est là que descend Nicolas Delamarre, chargé de rechercher les accapareurs de grains et c'est sans doute à la porte de l'auberge qu'on appose l'affiche relatant la condamnation des coupables, qui nous est parvenue. La ruelle passait alors sous la grande porte de la maison des Bidault pour aboutir rue du Bouchage. Le lot de Barbe Bidault, femme de Jean Henriet, était voisin de celui d'Antoine Bidault, mais vraisemblablement dans la cour et sans façade sur la Grande Rue ; il passa à Barbe Henriet, femme de Charles Geault, qui est propriétaire en cet endroit.

### Élargissement de la ruelle
La question de l'élargissement de la ruelle Saint-Claude traverse le XIXe siècle. On retrouve un projet d'élargissement de la cour et de la ruelle Saint-Claude, de pair avec le percement de la rue des Trois-Maillets en 1876 : le maire, Jean-Alfred Meunier, en donne communication au conseil municipal le 16 août sur demande de la commission de la Voirie et propose de renvoyer cette affaire à celle-ci. Cependant, le conseil, après avoir pris communication du projet qui lui est soumis, déclare que les ressources communales ne lui permettent pas d'en poursuivre la réalisation immédiate et décide que les plans et projets soient déposés aux archives. Lors de la séance du 28 août 1884, le conseiller Ronsin fait une proposition relative à la nécessité de réparer la cour et la ruelle Saint-Claude. Le conseil prie alors le maire, Isidore Jean Bonneau, d'inviter le notaire de la ville à faire des recherches au sujet de la propriété du sol de la cour et de la ruelle.
Une pétition de dix propriétaires riverains de la cour et de la ruelle Saint-Claude demandant cet élargissement en 1885 est renvoyé à la commission de la Voirie, lors de la séance 10 novembre du conseil municipal. Un rapport de la commission des Bâtiments communaux est rendu sur la pétition demandant l'élargissement en avril 1888 et un renvoi vers la commission adéquate est de nouveau voté par le conseil le 22 mai 1889,. Entre temps, le conseiller Pujos donne lecture, lors de la séance du 23 mars 1886, d'un rapport sur la nature et l'importance des travaux qui doivent être exécutés par les riverains pour l'assainissement de la cour et de la ruelle. Une autre pétition de divers habitants porte sur l'insalubrité de la ruelle : elle est renvoyée par le conseil à la commission des Grands Travaux, le 6 février 1891. Une autre encore, par laquelle un certain nombre de propriétaires de la ruelle demandent que la Ville se rende acquéreur de la maison où est établi le Café de l'Hôtel-de-Ville, est renvoyée à la commission de la Voirie, le 18 août 1891. Cependant, le conseil, tout en reconnaissant l'amélioration qui résulterait de l'élargissement de la ruelle, ne croit par pouvoir donner suite à la demande, le 26 août 1891, les finances municipales étant déjà engagées dans d'autres opérations de voirie.
Le 16 juin 1892, le maire, Léon Charles Peclet, donne lecture au conseil d'une pétition par laquelle 45 habitants du centre de la ville demandent la mise à l'étude du projet d'élargissement de la ruelle. Début 1893, une nouvelle pétition est signée par une vingtaine de propriétaires voisins de la ruelle qui réclament toujours son élargissement : le maire Peclet en donne lecture lors du conseil municipal du 22 février,. De nouveau, le 27 décembre 1893, le maire donne connaissance d'une pétition signée de 38 habitants qui rappellent au conseil que, depuis 10 ans, les propriétaires et habitants voisins de la ruelle Saint-Claude lui ont adressé plusieurs pétitions, avec plans et promesses de subventions à l'appui. Cette ruelle est alors perçue comme un tache dans le centre-ville. Cette énième pétition est renvoyée à la commission de la Voirie, qui est déjà saisie des précédentes. Deux fervents défenseurs du projet, Casimir Brunelet et Mlle Gouffier, décèdent le même jour, le 13 avril 1914.
Par délibération du 23 décembre 1910, le conseil accepte au nom de la Ville, la propriété du sol des cour et ruelle Saint-Claude, à la condition que ce droit de propriété soit reconnu par un jugement et que les frais de l'action judiciaire soient supportés à deux tiers par les propriétaires riverains et au tiers restant par la Ville. Le jugement rendu le 18 janvier 1914 a mis en effet à la Ville de Fontainebleau ce tiers et le conseil vote à cet effet le 17 février 1915, le crédit demandé de 454,44 francs. Une enquête de « commodo et incommodo » au sujet de la transformation en rue de la ruelle Saint-Claude est finalement ouverte à l'hôtel de ville début 1914. En automne 1922, l'immeuble Gouffier est détruit, ce qui est entrepris « dans un but d'hygiène, afin de donner plus d'air aux habitations voisines, dans ce quartier un des plus anciens et aussi des moins aérés de la ville ». Certains conseillers proposent à cette occasion d'y édifier une cité ouvrière sur l'emplacement laissé vide.